# Microsoft Office 2016
Microsoft Office 2016 je verze kancelářského balíku Microsoft Office, který nahradil Microsoft Office 2013.
Office 2016 jsou primárně určeny pro operační systém Windows 10, pro který jsou v mnoha ohledech přizpůsobeny. Některé aplikace z balíku budou dostupné pouze ve verzi pro rozhraní Metro, ostatní pak jako desktopové programy. Jako takové poběží "metro aplikace" i pod operačním systémem Windows 8, starší verze systému však podporovány nejsou. Office 2016 lze ale instalovat i na Windows 7 SP1.
Oproti předchozím verzím balíku poběží i na strojích s ARM procesory, na mobilních telefonech se systémem Windows Phone 8/8.1. Všechny programy budou také úzce propojeny s jejich online verzí a cloudovým prostředím Microsoftu OneDrive. Po internetové síti půjde přenášet mezi počítači i uživatelské nastavení.
Uzpůsobení pro dotykové ovládání přináší možnost práce pomocí gest na dotykových displejích.

## Aplikace Microsoft Office 2016
- Microsoft Word
- Microsoft Excel
- Microsoft PowerPoint
- Microsoft Outlook
- Microsoft Access
- Microsoft OneNote
- Microsoft Publisher
- Microsoft Visio
- Microsoft Project
- Skype for Business

## Podporované operační systémy[1]
- Windows 10
- Windows 8.1
- Windows 8
- Windows 7 Service Pack 1
- Windows 10 Server
- Windows Server 2012 R2
- Windows Server 2012
- Windows Server 2008 R2
- Mac OS X version 10.10 (speciální edice pro Mac)